# دهستان مائتاگوسه
دهستان مائتاگوسه (به لاتین: Mäetaguse Parish) یک دهستان در استونی است که در شهرستان ایدا-ویرو واقع شده‌است.

## خصوصیات
دهستان مائتاگوسه ۲۸۵ کیلومترمربع مساحت و ۱٬۵۵۶ نفر جمعیت دارد.